# Kaigepere
Kaigepere – wieś w Estonii, prowincji Rapla, w gminie Raikküla.